# Princesse Sakahito
La princesse Sakahito (酒人内親王, Sakahito Naishin'nō), 754 – 25 septembre 829, est une fille de l'empereur Kōnin.
Sa mère est supposée être la princesse Inoe — une fille de l'empereur Shōmu —, mais une autre théorie veut qu'il s'agisse de Takano no Niigasa.
Après que son père a été intronisé empereur du Japon, la princesse Sakahito devient la 21e saiō du Ise-jingū en 772 tandis que la princesse Inoe et le prince Osabe - un fils de la princesse Inoe et un frère cadet de la princesse Sakahito - sont confinés en 773.
Après la mort de la princesse Inoue et du prince Osabe en 775, la princesse Sakahito épouse son demi-frère aîné, le prince Yamabe, dont la mère est Takano no Niigasa. Le prince Yamabe devient plus tard l'empereur Kanmu. Un document prétend que l'empereur Kōnin a essayé d'en faire l'impératrice régnante, mais sans succès.
L'empereur Kammu et la princesse Sakahito ont une fille, la princesse Asahara, mais celle-ci meurt en 817 avant la mort de la princesse Sakahito elle-même, en 829.